# الکساندر دسپلا
الکساندر میشل ژرار دسپلا (فرانسوی: Alexandre Michel Gérard Desplat‎؛ زادهٔ ۲۳ اوت ۱۹۶۱، پاریس) آهنگساز و رهبر ارکستر اهل فرانسه و برنده جایزه اسکار است. عمده فعالیت وی در زمینه موسیقی فیلم بوده‌است.

## فیلم‌شناسی
- دختری با گوشوارهٔ مروارید (۲۰۰۳)
- تولد (۲۰۰۴)
- سیریانا (۲۰۰۵)
- ملکه (۲۰۰۶)
- چادر رنگی (۲۰۰۷)
- قطب‌نمای طلایی (۲۰۰۷)
- مورد عجیب بنجامین باتن (۲۰۰۸)
- و بعد …(فیلم) (۲۰۰۸)
- جولی و جولیا (۲۰۰۹)
- آقای فاکس شگفت‌انگیز (۲۰۰۹)
- گرگ و میش: ماه نو (۲۰۰۹)
- سایه‌نویس (۲۰۱۰)
- هری پاتر و یادگاران مرگ - قسمت اول (۲۰۱۰)
- سخنرانی پادشاه (۲۰۱۰)
- درخت زندگی (۲۰۱۱)
- هری پاتر و یادگاران مرگ - قسمت دوم (۲۰۱۱)
- نیمه ماه مارس (۲۰۱۱)
- کشتار (۲۰۱۱)
- فوق‌العاده بلند و بیش از حد نزدیک (۲۰۱۱)
- قلمرو طلوع ماه (۲۰۱۲)
- زنگار و استخوان (۲۰۱۲)
- آرگو (۲۰۱۲)
- ظهور نگهبانان (۲۰۱۲)
- سی دقیقه پس از نیمه‌شب (۲۰۱۲)
- ونوس در پوست خز (۲۰۱۳)
- فیلومنا (۲۰۱۳)
- مردان آثار یادبود (۲۰۱۴)
- گودزیلا (۲۰۱۴)
- هتل بزرگ بوداپست (۲۰۱۴)
- بازی تقلید (۲۰۱۴)
- والرین و شهر هزار سیاره (۲۰۱۷)
- کورسک (۲۰۱۸)
- زنان کوچک (۲۰۱۹)

## افتخارات
- ۲۰۰۳ - نامزد جایزه بفتای بهترین موسیقی فیلم برای فیلم دختری با گوشواره مروارید
- ۲۰۰۶ - نامزد جایزه بفتای بهترین موسیقی فیلم برای فیلم ملکه
- ۲۰۰۸ - نامزد جایزه بفتای بهترین موسیقی فیلم برای فیلم مورد عجیب بنجامین باتن
- ۲۰۰۹ - نامزد جایزه بفتای بهترین موسیقی فیلم برای فیلم آقای فاکس شگفت‌انگیز
- ۲۰۱۰ - برنده جایزه بفتای بهترین موسیقی فیلم برای فیلم سخنرانی پادشاه
- ۲۰۱۴- نامزد جایزه اسکار بهترین موسیقی فیلم برای فیلم بازی تقلید
- ۲۰۱۵ - برنده جایزه بفتای بهترین موسیقی فیلم برای فیلم هتل بزرگ بوداپست
- ۲۰۱۵ - برنده جایزه اسکار بهترین موسیقی متن فیلم برای فیلم هتل بزرگ بوداپست
- ۲۰۱۶ - برنده جایزه اسکار بهترین موسیقی فیلم برای فیلم شکل آب
- ۲۰۱۹ - نامزد جایزه گلدن گلوب بهترین موسیقی فیلم برای فیلم زنان کوچک